# Sindaci di Lastra a Signa
Di seguito l'elenco cronologico dei sindaci di Lastra a Signa e delle altre figure apicali equivalenti che si sono succedute nel corso della storia. 

## Podestà medicei
Nel 1538, con Cosimo I de' Medici duca di Firenze, si ha la comparsa in sede statutaria della Podesteria di Gangalandi e Lastra, i podestà medicei risiederanno nel palazzo del Podestà di Lastra a Gangalandi. Divenne usuale, in particolar modo nel XVII secolo, decorare la facciata principale del palazzo con gli stemmi dei vari podestà che si succedevano al governo della città. Da questi si evince una lista parziale:
| Arme | Nome                                                  | Mandato   | Carica  |
| ---- | ----------------------------------------------------- | --------- | ------- |
|      | Medici                                                | 1568      | Podestà |
|      | Lodovico di Lorenzo Neri                              | 1597      | Podestà |
|      | Raffaello di Dato Migliorati                          | 1605      | Podestà |
|      | Giovanni di Vincenzo de' Samminiati                   | 1610-1611 | Podestà |
|      | Bastiano di Giovanmaria Dandi de' Conti di Gangalandi | 1611      | Podestà |
|      | Alamanno Giovanfrancesco Manni                        | 1611-1612 | Podestà |
|      | Giulio di Piero Della Rena                            | 1613-1614 | Podestà |
|      | Pompeo di Baldo Baldi                                 | 1615-1616 | Podestà |
|      | Mannozzo Mannozzi                                     | 1627      | Podestà |
|      | Giovan Battista di Iacopo Cennini                     | 1629      | Podestà |
|      | Piero di Alessandro Catastini                         | 1639      | Podestà |
|      | Migliorato di Fioravante Migliorati                   | 1641-1642 | Podestà |
|      | Alessandro di Sancti Fabri                            | 1644      | Podestà |
|      | Bastiano di Piero Paolini                             | 1646-1647 | Podestà |
|      | Domenico di Giovanfrancesco Albizi                    | 1650      | Podestà |
|      | Antonio Balducci                                      | 1651-1652 | Podestà |
|      | Bastiano di Lorenzo Bambagini                         | 1653      | Podestà |
|      | Andrea di Brandino Brandini                           | 1654      | Podestà |
|      | Fabio Bambagini                                       | 1659-1660 | Podestà |
|      | Bernardo Peri                                         | 1660      | Podestà |
|      | Alessandro di Piero Borghi                            | 1660-1661 | Podestà |
|      | Cosimo di Lorenzo Groppi                              | 1675      | Podestà |

## Regno d'Italia (1861-1946)
| Nominativo          | Partito | Partito                     | Coalizione | Coalizione                               | Mandato         | Mandato         | Carica  |
| Nominativo          | Partito | Partito                     | Coalizione | Coalizione                               | Inizio          | Fine            | Carica  |
| ------------------- | ------- | --------------------------- | ---------- | ---------------------------------------- | --------------- | --------------- | ------- |
| Agostino Calosi     |         | ?                           |            | ?                                        | ?               | 7 ottobre 1899  | Sindaco |
| ?                   |         | ?                           |            | ?                                        | ?               | ?               |         |
| Alessandro Landucci |         | Partito Socialista Italiano |            | PSI                                      | 20 gennaio 1907 | 5 luglio 1914   | Sindaco |
| ?                   |         | Partito Socialista Italiano |            | PSI                                      | 5 luglio 1914   | ?               | Sindaco |
| ?                   |         | ?                           |            | ?                                        | ?               | ?               |         |
| Alfredo Cappiardi   |         | Partito Nazionale Fascista  |            | Podestà fascista                         | ?-1929          | 1929-?          | Podestà |
| Armato Bruni        |         | ?                           |            | CTLN (PdA · DC · PCI · PSIUP · PLI · DL) | 1944            | 8 febbraio 1945 | Sindaco |
| Bagno Bagni         |         | Partito Socialista Italiano |            | CTLN (PdA · DC · PCI · PSIUP · PLI · DL) | 8 febbraio 1945 | 17 aprile 1946  | Sindaco |

## Repubblica italiana (dal 1946)
Negli anni 1950 la Democrazia Cristiana, pur essendo stata partito di maggioranza relativa, non ha mai avuto un sindaco a Lastra a Signa. I socialisti e i comunisti insieme avevano infatti la maggioranza assoluta ed esprimevano i sindaci Eligio Biagioni e Umberto Bellini.
Di seguito è presentata una tabella relativa alle amministrazioni che si sono succedute in questo comune successivamente alla liberazione.
| Nominativo          | Partito | Partito                            | Coalizione                                          | Coalizione                                              | Mandato          | Mandato          | Carica  |
| Nominativo          | Partito | Partito                            | Coalizione                                          | Coalizione                                              | Inizio           | Fine             | Carica  |
| ------------------- | ------- | ---------------------------------- | --------------------------------------------------- | ------------------------------------------------------- | ---------------- | ---------------- | ------- |
| Bagno Bagni         |         | Partito Socialista Italiano        |                                                     | PCI · PSI                                               | 17 aprile 1946   | 19 gennaio 1947  | Sindaco |
| Pasquale Michelucci |         | Partito Socialista Italiano        | 19 gennaio 1947                                     | PCI · PSI                                               | 1º luglio 1951   | Sindaco          |         |
| Eligio Biagioni     |         | Partito Comunista Italiano         |                                                     | PCI · PSI                                               | 1º luglio 1951   | 27 giugno 1956   | Sindaco |
| Umberto Bellini     |         | Partito Socialista Italiano        |                                                     | PSI · PCI                                               | 27 giugno 1956   | 9 settembre 1961 | Sindaco |
| Aldo Fiaschi        |         | Partito Socialista Italiano        |                                                     | PSI · PCI                                               | 9 settembre 1961 | 22 gennaio 1965  | Sindaco |
| Gerardo Paci        |         | Partito Comunista Italiano         |                                                     | PCI                                                     | 22 gennaio 1965  | 8 giugno 1970    | Sindaco |
| Gerardo Paci        |         | Partito Comunista Italiano         | PCI                                                 | 8 giugno 1970                                           | 26 luglio 1975   | Sindaco          |         |
| Corrado Bagni       |         | Partito Comunista Italiano         |                                                     | PCI                                                     | 26 luglio 1975   | 9 giugno 1980    | Sindaco |
| Corrado Bagni       |         | Partito Comunista Italiano         | PCI                                                 | 9 giugno 1980                                           | 12 novembre 1986 | Sindaco          |         |
| Carlo Cappellini    |         | Partito Comunista Italiano         |                                                     | PCI                                                     | 12 novembre 1986 | 29 giugno 1990   | Sindaco |
| Carlo Cappellini    |         | Partito Comunista Italiano         | PCI/PDS                                             | 4 luglio 1990                                           | 3 giugno 1991    | Sindaco          |         |
| Carlo Moscardini    |         | Partito Democratico della Sinistra | PCI/PDS                                             | 3 giugno 1991                                           | 24 aprile 1995   | Sindaco          |         |
| Carlo Moscardini    |         | Partito Democratico della Sinistra | PDS · PRC                                           | 24 aprile 1995                                          | 28 giugno 1999   | Sindaco          |         |
| Carlo Moscardini    |         | Democratici di Sinistra            |                                                     | DS · PdCI · PPI                                         | 28 giugno 1999   | 28 giugno 2004   | Sindaco |
| Carlo Nannetti      |         | Democratici di Sinistra            |                                                     | DS · DL - La Margherita · PdCI                          | 28 giugno 2004   | 8 giugno 2009    | Sindaco |
| Carlo Nannetti      |         | Partito Democratico                |                                                     | PD · PdCI · IdV · PSI                                   | 8 giugno 2009    | 26 maggio 2014   | Sindaco |
| Angela Bagni        |         | Partito Democratico                |                                                     | PD · PSI · IdV · PdCI · Sinistra per Lastra (PRC · SEL) | 26 maggio 2014   | 27 maggio 2019   | Sindaco |
| Angela Bagni        |         | Partito Democratico                | PD · Lastra Civica · Sinistra per Lastra (SI · PRC) | 27 maggio 2019                                          | in carica        | Sindaco          |         |